# Karel Kula
Karel Kula (ur. 10 sierpnia 1963 w Trzyńcu) – burmistrz Czeskiego Cieszyna, były piłkarz czeski grający na pozycji pomocnika. W swojej karierze 40 razy zagrał w reprezentacji Czechosłowacji i strzelił w niej 5 goli.

## Kariera klubowa
Karierę piłkarską Kula rozpoczął w klubie TJ Slavoj Český Těšín. Następnie został zawodnikiem Baníka Ostrawa. W sezonie 1981/1982 zadebiutował w jej barwach w pierwszej lidze czechosłowackiej. W 1982 roku wywalczył wicemistrzostwo Czechosłowacji, a następnie odszedł do Dukli Bańska Bystrzyca. W 1983 roku awansował z Duklą z drugiej do pierwszej ligi. W 1984 roku wrócił do Baníka i grał w nim do 1991 roku. W 1989 i 1990 roku był z Baníkiem wicemistrzem kraju. W 1988 i 1989 roku wygrał z tym klubem rozgrywki Pucharu Intertoto.
W 1991 roku Kula przeszedł do niemieckiego Stuttgarter Kickers. Zadebiutował w nim 3 sierpnia 1991 w wygranym 3:0 domowym meczu z SG Wattenscheid 09 i w debiucie strzelił bramkę. W 1992 roku spadł z Kickers do 2. Bundesligi.
W 1992 roku po spadku Kickers Kula został zawodnikiem SG Wattenscheid 09. Swój debiut w nim zanotował 15 sierpnia 1992 w spotkaniu z FC Schalke 04, wygranym przez Wattenscheid 4:3. W 1994 roku przeżył z Wattenscheid degradację do drugiej ligi i na tym poziomie rozgrywek grał jeszcze przez rok.
W 1995 roku Kula został piłkarzem drugoligowego czeskiego klubu Železárny Třinec. W 1997 roku wrócił do Baníka Ostrawa. W sezonie 1998/1999 ponownie grał w Železárnym, a w latach 2000–2001 grał w austriackim ASK Baumgarten, w którym zakończył swoją karierę.
| Sezon   | Klub                   | Kraj           | Rozgrywki     | Mecze | Bramki |
| ------- | ---------------------- | -------------- | ------------- | ----- | ------ |
| 1981/82 | Baník Ostrawa          | Czechosłowacja | I. liga       | 2     | 2      |
| 1982/83 | Dukla Bańska Bystrzyca | Czechosłowacja | II. liga      | ?     | ?      |
| 1983/84 | Dukla Bańska Bystrzyca | Czechosłowacja | I. liga       | 19    | 1      |
| 1984/85 | Baník Ostrawa          | Czechosłowacja | I. liga       | 25    | 6      |
| 1985/86 | Baník Ostrawa          | Czechosłowacja | I. liga       | 27    | 7      |
| 1986/87 | Baník Ostrawa          | Czechosłowacja | I. liga       | 29    | 5      |
| 1987/88 | Baník Ostrawa          | Czechosłowacja | I. liga       | 30    | 3      |
| 1988/89 | Baník Ostrawa          | Czechosłowacja | I. liga       | 21    | 0      |
| 1989/90 | Baník Ostrawa          | Czechosłowacja | I. liga       | 26    | 3      |
| 1990/91 | Baník Ostrawa          | Czechosłowacja | I. liga       | 28    | 1      |
| 1991/92 | Stuttgarter Kickers    | Niemcy         | Bundesliga    | 28    | 6      |
| 1992/93 | SG Wattenscheid 09     | Niemcy         | Bundesliga    | 18    | 1      |
| 1993/94 | SG Wattenscheid 09     | Niemcy         | Bundesliga    | 20    | 0      |
| 1994/95 | SG Wattenscheid 09     | Niemcy         | 2. Bundesliga | 21    | 2      |
| 1995/96 | Železárny Třinec       | Czechy         | II. liga      | 26    | 1      |
| 1996/97 | Železárny Třinec       | Czechy         | II. liga      | 13    | 0      |
| 1996/97 | Baník Ostrawa          | Czechy         | I. liga       | 11    | 0      |
| 1997/98 | Baník Ostrawa          | Czechy         | I. liga       | 10    | 0      |
| 1998/99 | Železárny Třinec       | Czechy         | II. liga      | 32    | 3      |
| 2000/01 | ASK Baumgarten         | Austria        | Regionalliga  | ?     | ?      |

## Kariera reprezentacyjna
W reprezentacji Czechosłowacji Kula zadebiutował 5 czerwca 1985 roku w przegranym 0:2 meczu eliminacji do MŚ 1986 ze Szwecją. W swojej karierze grał też w eliminacjach do Euro 88 i Euro 92. W kadrze Czechosłowacji od 1985 do 1992 roku rozegrał łącznie 40 meczów i strzelił 5 goli.

## Kariera polityczna
Przez cztery kadencje był radnym Czeskiego Cieszyna. W marcu 2023 roku został burmistrzem tego miasta